# Albert Benoit
Albert Auguste François Ghislain Benoit (Vedrin, 22 november 1915 - 1 april 1995) was een Belgisch senator.

## Levensloop
Albert Benoit volgde middelbare studies in Namen en volgde daarna een opleiding aan de marineschool in Antwerpen. Hij werkte tot de uitbraak van de Tweede Wereldoorlog als koopvaardijofficier voor de Belgische Marine en trad tijdens de Duitse bezetting van België toe tot het verzet, waar hij actief was in de Groep G.
Van 1941 tot 1948 werkte Benoit als ambtenaar bij spoorwegmaatschappij NMBS, waarna hij als sociaal inspecteur aan de slag ging bij de Rijksdienst voor jaarlijkse vakantie. In 1970 werd hij hoofdinspecteur. 
In 1945 werd hij politiek actief voor de socialistische PSB. Voor deze partij werd hij in 1946 verkozen tot gemeenteraadslid van Vedrin en van 1955 tot 1961 was hij er burgemeester. 
Ten tijde van de stakingen tegen de Eenheidswet, in de winter van 1960-'61, werd Albert Benoit opgepakt op verdenking van deelname aan sabotageacties tegen de Nationale Maatschappij van Buurtspoorwegen. In januari 1961 werd hij opnieuw vrijgelaten, nadat de minister van Binnenlandse Zaken zijn arrestatie had herroepen. Waarschijnlijk droeg deze zaak bij aan het feit dat hij na de verkiezingen van maart 1961 een zetel in het parlement verwierf. Van 1961 tot 1965 zetelde hij namelijk in de Senaat als provinciaal senator voor de provincie Namen. In de Senaat nam hij nooit het woord en na de verkiezingen van 1965 verdween hij uit het parlement.